# Мусалер
Мусалер (арм. Մուսալեռ) — село в Армавирской области Армении.

## География
Село расположено в восточной части марза, при автодороге , вблизи Международного аэропорта Звартноц, на расстоянии 34 километров к востоку от города Армавир, административного центра области. Абсолютная высота — 855 метров над уровнем моря.
Климат
Климат характеризуется как семиаридный (BSk в классификации климатов Кёппена). Среднегодовая температура воздуха составляет 12,3 °C. Средняя температура самого холодного месяца (января) составляет −2,7 °С, самого жаркого месяца (июля) — 25,8 °С. Расчётная многолетняя норма атмосферных осадков — 299 мм. Наибольшее количество осадков выпадает в мае (50 мм).

## Население
| Год переписи | Население          | Население          | Население          | Население            | Население            | Население            |
| Год переписи | Наличное население | Наличное население | Наличное население | Постоянное население | Постоянное население | Постоянное население |
| Год переписи | Всего              | Мужчины            | Женщины            | Всего                | Мужчины              | Женщины              |
| ------------ | ------------------ | ------------------ | ------------------ | -------------------- | -------------------- | -------------------- |
| 2001         | 2340               | 1144               | 1196               | 2534                 | 1243                 | 1291                 |
| 2011         | 2523               | 1256               | 1267               | 2641                 | 1317                 | 1324                 |